# Loxosceles amazonica
Loxosceles amazonica là một loài nhện trong họ Sicariidae.
Loài này thuộc chi Loxosceles. Loxosceles amazonica được miêu tả năm 1967 bởi Gertsch.